# Oxyceros drupaceus
Oxyceros drupaceus är en måreväxtart som först beskrevs av Carl Friedrich von Gärtner, och fick sitt nu gällande namn av Colin Ernest Ridsdale. Oxyceros drupaceus ingår i släktet Oxyceros och familjen måreväxter. Inga underarter finns listade i Catalogue of Life.